# Гараж Модерн (Туар)
Гараж Модерн (фр. Garage Moderne) је била француска компанија за производњу и одржавање аутомобила.

## Историја компаније
Адријан Морен (1880-1968) је дуго радио у ауто компанијама Vinot & Deguingand, Десовил и Cornilleau & Sainte-Beuve и стекао богато искуство у аутомобилској индустрији. То га је определило да 1913. године оснује своју радионицу у Туару под називом "Garage Moderne" (Модерна гаража) за поправку аутомобила разних произвођача. Радионица 1922. године прераста у компанију за производњу аутомобила под називом Туар, која је те године запошљавала 50 радника. Компанија је произвела укупно 800 аутомобила и 1925. године завршила са производњом аутомобила. Компанија је постојала све до до 1956. као радоница за поправку аутомобила.

## Аутомобили
Аутомобили су монтирани на шасијама произвођача Мализе & Блин користећи моторе разних произвођача:
- Четвороцилиндрични мотори запремина 1244 cm³, 1495 cm³, 1503 cm³ и 1821 cm³ произвођача Шапи-Дорније[3]
- Четвороцилиндрични мотори запремина 1601 cm³[2] шестоцилиндрични мотор запремине 1496 cm³ произвођача CIME[3]
- Моторе запремине 1327 cm³ и 1496 cm³ произвођача Фиве[3]
- Моторе произвођача Руби[3]

## Производња у току рата
Током Првог светског рата фабрика је производила муницију.
Непуну годину након рата, на 15-том париском салону аутомобила, у октобру 1919. године, представљен је модел Туар тип B2 10HP. Аутомобил је имао четвороцилиндрични мотори непознатог произвођача запремине 1790 cm³.